# Деветнаеста египатска династија
Деветнаеста династија, осамнаеста династија и двадеста династија се често називају, једним именом, Ново краљевство.

## Владари
Деветнаесту династију је основао везир Рамзес I, кога је фараон Хоремхеб одабрао као свог наследника на престолу. Династија је најпознатија по освајачким походима на територији данашњег Израела, Либана и Сирије.

## Сети I и Рамзес II
Ново краљевство је свој зенит моћи доживело под фараонима Сетијем I и Рамзесом II ("Великим"), који су водили жустре војне походе против Либијаца и Хетита. Познати град Кадеш Сети I је освојио, а онда га је предао хетиском краљу Муватилију у неформалном мировном уговору. Рамзес II је потом безуспешно то покушао да промени у 5. години своје владавине, када је покренуо напад на Кадеш у свом Другом сиријском походу 1274. п. н. е.. Тада је био ухваћен у једну од првих војних заседа забележених у историји. Захваљујући доласку својих Не'аринских снага, Рамзес је био у стању преокренути стање на бојишту против Хетита. Рамзес II је касније искористио хетитске унутрашње проблеме у 8. и 9. години своје владавине, па је поновно покренуо поход против њихових сиријских поседа, освојивши Кадеш и делове јужне Сирије. Напредовао је на север до Туниса где ниједан египатски војник није био виђен 120 година. На крају је прихватио да походи против Хетита представљају неподношљив терет за египатску државну благајну и војску. У 21. години своје владавине Рамзес је потписао први познати мировни уговор са Урхи-Тешубовим наследником, Хатушилишем III и тада су се значајно побољшали египатско-хетитски односи. Рамзес II се чак оженио за две хетитске принцезе, прву иза свог другог Сед Фестивала. Још у доба Јосефуса почело се веровати како је Мојсије живео у доба владавине Рамзеса II (иако се спомињало и доба Осамнаесте династије).

## Мернептах
Ова династија је ослабила када је дошло до унутрашњих сукоба за престо између наследника Мернептаха. Аменмес је, по свему судећи, узурпирао престо од Мернептаховог сина и наследника Сетија II, али је Египтом владао само 4 године. После његове смрти Сети се вратио на власт и уништио већину Аменмесеових споменика. Сетија је на двору служио канцелар Бај, испочетка само као краљевски писар али убрзо је постао један од најмоћнијих људи у Египту који је стекао повластицу без преседана - властити гроб у Долини краљева (КВ17). Бај и Сетијева главна супруга Твосрет дошли су на лош глас у древним египатским предањима. После Сиптахове смрти Твосрет је владала Египтом још две године, али показала се неспособном и није се могла одупрети заверама и интригама на краљевском двору. Највероватније ју је свргнуо устанак Сетнакхтеа, оснивача Двадесете династије.